# Saint-Pathus
Saint-Pathus è un comune francese di 5 613 abitanti situato nel dipartimento di Senna e Marna nella regione dell'Île-de-France.

## Società

### Evoluzione demografica
Abitanti censiti